# Francisco Navarro Villoslada
Francisco Navarro Villoslada (Viana, 9 de octubre de 1818-Viana, 29 de agosto de 1895) fue un periodista, político, novelista y ensayista español de ideología tradicionalista y carlista.

## Biografía
Su nombre completo era Francisco de Borja Navarro Villoslada y Navarro Villoslada (sus padres, Manuel y María del Pilar, eran primos, de ahí la repetición del apellido), y nació en una casa del siglo XVII situada junto a la derruida iglesia de San Pedro de la localidad navarra de Viana. El edificio natal ha sido acondicionado por el Ayuntamiento de Viana y desde el año 2005 lo ocupa la Biblioteca Pública de Viana. Su familia era de ideología liberal isabelina, poseía algunas tierras y disfrutaba de varias capellanías.
Cursó sus primeros estudios en su ciudad natal. Aficionado desde muy pronto a la lectura, el imponente entorno medieval de la ciudad caló en su mente y empezó a sentir curiosidad por eras pasadas y a plasmar sus primeros escritos en forma de poemas y de cuentos. Su familia, de firmes creencias, inculcó en él la vocación religiosa y en 1829 marchó a la Universidad de Santiago de Compostela para cursar estudios de Filosofía (1829-1832) y Teología (1832-1836) en casa de dos tíos canónigos de la Catedral, y llegó incluso a ordenarse de menores. Ya por entonces confeccionó para distraerse una revista manuscrita, La Mariposa.
Sin embargo tuvo que volver a Viana a comienzos de 1836 durante la primera guerra carlista para servir como soldado en la Milicia Nacional, cuerpo en donde ya servían su padre y otro familiar, porque su tío Nazario había sido asesinado en una emboscada carlista cuando escoltaba el correo desde la cercana ciudad de Logroño hasta Viana. De esta manera la primera guerra civil carlista marcó su vida. Por entonces escribió el poema Bilbao libre, luego retitulado Luchana (1837), donde narra el tercer asedio de Bilbao por los carlistas y ensalzaba a su liberador, el general liberal Baldomero Espartero, como le recordarían sus enemigos años después. En 1839 es alumno de Telégrafos en Logroño.
Posteriormente (1840-1845), marchó a la Universidad Complutense de Madrid para estudiar Leyes, y como la hacienda familiar ha quedado mermada por los estragos de la guerra, comienza a colaborar en diversos periódicos y semanarios para poder pagarse las clases y trabaja además como redactor de La Gaceta. En 1841 es nombrado miembro del Liceo Artístico y Literario y en 1842 lee en él un poema en memoria de José de Espronceda; en ese mismo año crea la revista El Arpa del Creyente y en 1844 estrena dos comedias, Los encantos de la voz y La prensa libre. Tras acabar sus estudios en 1845, en 1846 llegó incluso a dirigir cuatro publicaciones: El Semanario Pintoresco Español, El Siglo Pintoresco, El Español y su Revista Literaria. Frecuentaba por entonces a escritores situados dentro del romanticismo conservador, como Gabriel García Tassara, Nicomedes Pastor Díaz, José Zorrilla, Ángel de Saavedra y el periodista Andrés Borrego. En 1847, después de casarse con Teresa de Luna y Crespo, se estableció en Vitoria, ciudad natal de su esposa, ejerciendo de secretario del gobernador civil de Álava y de censor de teatros desde 1849; allí conoce además a los protonacionalistas vasco Augustin Chaho y al fuerista alavés Pedro de Egaña; con este último fundará el periódico La España. Tuvo dos hijas, Blanca y Petra, pero en 1851 falleció su mujer y volvió en 1853 a Madrid con ellas aún pequeñas para retomar su actividad como literato. Después del Bienio Progresista (1854-1856) entró en el Ministerio de la Gobernación y fue sucesivamente oficial de tercera, de segunda y de primera, sufriendo ocasionalmente algún cese.

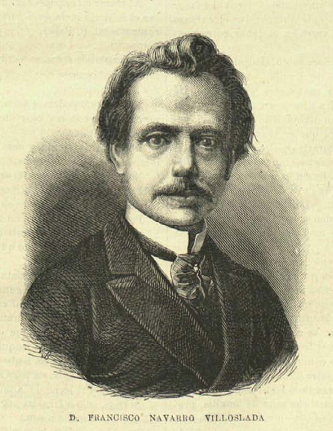
Francisco Navarro Villoslada, en La Ilustración Católica, 1878.

Colaboró habitualmente en periódicos de bastante corta vida: El Correo Nacional (1838-1839), El Español (1845-1847) y El Padre Cobos (1854-1855); en esta época (1855) asistía a la tertulia de Mariano Roca de Togores y pertenecía al grupo llamado neos o neocatólicos. Dirigió además el Semanario Pintoresco (1846), El Siglo Pintoresco (1845-1847), La España (1848), El Parlamento, La Fe y La Ilustración Católica.
En 1860 fundó junto con el neocatólico Gabino Tejado y José Alonso Ibáñez El Pensamiento Español, defensor del tradicionalismo católico y del papa Pío IX al suscitarse la "cuestión romana", cuyo primer número salió el 2 de enero de ese año; llegó a ser director y único propietario de este periódico, en el que puso toda su ilusión; pero en 1869 fue cuarenta y cinco días a la cárcel del Saladero junto a su hermano Ciriaco, administrador del periódico, por publicar un artículo en el que se enfrentó a Manuel Ruiz Zorrilla, ministro de Fomento (este había ordenado un inventario de las alhajas de las iglesias como paso previo a su incautación). Al salir de la cárcel, se exilió para evitar nuevas persecuciones y se convierte en Ginebra en secretario del pretendiente carlista; pero el 25 de enero de 1870 se rompe una pierna estando en Viena y tiene que dejar este cargo.
Políticamente, evolucionó desde un tímido liberalismo en la década de 1830 (demostrado con su poema en alabanza del general Espartero) hacia el Partido Moderado ya en la década de 1850. En él estuvo hasta la revolución de 1868, momento en el que se integró en el carlismo y marchó al exilio durante cinco años desde 1869. Por los moderados había sido diputado al Congreso en tres ocasiones (por Estella en 1857-1858 y por Pamplona en 1866 y en 1867-1868). Y en su exilio de 1869 a 1871 ejerció como secretario personal del pretendiente Carlos María de Borbón y Austria-Este; tras su accidente en 1870 este le concedió el título de barón de Villoslada. Pudo volver a España en 1871 gracias a la inmunidad que le dio el haber sido elegido senador del reino por Barcelona por el Partido Tradicionalista, pero en 1872, cuando estalla la tercera guerra carlista, se retira de la política activa, viene y va de Madrid a Viana y se consagra a escribir su novela histórica Amaya o Los vascos en el siglo VIII. Al morir Cándido Nocedal, el pretendiente lo llama de nuevo en 1885 para que reunifique la prensa del escindido carlismo, pero fracasa en esta misión y abandona el cargo en 1886 no solo porque sus propios amigos llaman traidor, sino por su mala salud. Muere el 29 de agosto de 1895.
La lectura de Walter Scott le apasionó por el género de la novela histórica, cuya documentada minuciosidad ambiental dominaba y con el cual obtuvo grandes éxitos literarios y beneficio económico en una época en que este género había empezado a periclitar a causa del auge de la novela realista burguesa. Compuso así tres de ellas: Doña Blanca de Navarra (1847), que algunos consideran la mejor novela romántica española, tuvo seis ediciones más y fue traducida al portugués y al inglés; Doña Urraca de Castilla (1849) y su celebérrima Amaya o los vascos en el siglo VIII (1879, aunque se repartió como folletín entre 1877 y 1879 en la revista quincenal La Ciencia Cristiana), novela por la que es fundamentalmente recordado, en la que se realza el protagonismo de los vascos en la lucha contra el islam: deshecha la monarquía visigoda, los vascos se introducen en la religión cristiana para oponerse al musulmán, repoblando Castilla. La obra, de aliento épico, narra aventuras y leyendas como la famosa de Teodosio de Goñi y San Miguel de Aralar y crea personajes literarios a los que convierte casi en mitos: Amaya, Lorea, Amagoya, García Jiménez... Alimentó el germen del nacionalismo vasco e inspiró una película (1952) y la ópera homónima de Jesús Guridi (1920). El tono de su narrativa es moralizante y ofrece una visión providencialista de la historia; los personajes son prototípicos y existe maniqueísmo en cuanto a que son o muy buenos o muy malos; emplea no obstante el humor y la ironía y esmalta su elaborada prosa con arcaísmos que le dan un regusto antiguo y cervantino; hay referencias bíblicas y abundantes refranes y frases hechas.
Historia de muchos Pepes está protagonizada por un pícaro que conoce al dedillo los ambientes periodísticos de la època. También intentó el teatro con las comedias La prensa libre y Los encantos de la voz y el libreto de la zarzuela La dama del rey, estrenada en 1865 con música de Emilio Arrieta, entre otras inéditas. El gobierno de Bermúdez de Castro le encargó estudiar la imprenta en Francia y Austria, para lo que viajó a estos países entre 1857 y 1858; como resultado de este viaje quedaron inéditos su Itinerario de Madrid a Viena y una Historia de la Imprenta Nacional comparada con las del Estado en París y Viena (1881).
Fue famosa la serie de artículos titulada Textos vivos publicada en El Pensamiento Español, contra la heterodoxia universitaria, que incluía críticas tanto del materialismo de Pedro Mata como del espiritualismo progresista krausista del inspirador de la Institución Libre de Enseñanza, Julián Sanz del Río. Gumersindo Laverde la recomendaba en 1877 a su pupilo Menéndez Pelayo: «Navarro Villoslada. Los Textos vivos, serie de artículos en El Pensamiento Español, inapreciable para conocer las corrientes heterodoxas que circulaban por la Universidad Central de 1856 á 1868».

## Obras
- Obras completas de Francisco Navarro Villoslada, edición de Juan Nepomuceno Goy, Madrid, Ediciones Fax, 1947
- Obras completas, ed. y dir. de Segundo Otazu Jaurrieta, Pamplona, Mintzoa, 1990.

### Narrativa
- Las dos hermanas (1845), novela corta por entregas publicada en El Español
- El Antecristo (1845), novela corta por entregas publicada en El Español, inacabada por quiebra del periódico.
- La princesa de Viana (1847; en segunda edición se tituló Doña Blanca de Navarra, crónica del siglo XV: intitulada Quince días de reinado (1847). Hay ed. facs. de L. Artica Asumendi, est. prelim. de Carlos Mata Induráin, Pamplona, L. Artica, 1997 y también una edición moderna, con introd. y notas de S. Lorente, San Sebastián, F. Navarro, 2002.
- El caballero sin nombre (1847)
- Doña Toda de Larrea o La madre de la Excelenta (1848); hay ed. moderna con introd. y notas de Carlos Mata Induráin, Madrid, Castalia, 1998.
- Doña Urraca de Castilla. Memorias de tres canónigos (1849)
- La mujer de Navarra (1873)
- Amaya o los vascos en el siglo VIII (1877). Muy reimpresa modernamente: Edebé (Barcelona 1963), Gran Enciclopedia Vasca (Bilbao 1969, 1973, 1974, 1977), Círculo de Amigos de la Historia (Madrid 1972), Giner (Madrid 1979), Caja de Ahorros Municipal (Pamplona 1981), Amigos del Libro Vasco (Echevarri 1985, bajo la forma Amaia), Orbis (Barcelona 1988), Ttarttalo (San Sebastián 1991, 1995) y una ed. y prólogo de Carlos Mata Induráin, Pamplona, Fundación Diario de Navarra, 2002.
- Historia de muchos pepes (1879), novela publicada por entregas en El Fénix, y en forma de libro en 1911.
- Relatos: La muerte de César Borja, El castillo de Marcilla, Mi vecina, Aventuras de un filarmónico, El remedio del amor y La luna de enero
- El hijo del fuerte o Los bandos de Navarra, manuscrito inédito.
- El cuadrillero de la Santa Hermandad, manuscrito inédito.

### Teatro
- Con Manuel Juan Diana, Los encantos de la voz (1844), comedia.
- La prensa libre (1844), comedia en verso.
- La dama del rey (1855), zarzuela con música de Emilio Arrieta.
- Echarse en brazos de Dios (1855), drama histórico.
- Un Don Quijote al revés o Pródigo de sí mismo, manuscrito inédito
- Enamorar con peluca, manuscrito inédito
- Ser esposa y madre fiel, manuscrito inédito
- El medio entre dos extremos, manuscrito inédito

### Poesía
- Luchana (1840)
- Obra poética, ed. y est. prelim. de Carlos Mata Induráin, Pamplona, Departamento de Educación y Cultura, 1997

### Biografía
- Compendio de la vida de San Alfonso María de Ligorio, obispo, doctor de la Iglesia y fundador de la Congregación del Santísimo Redentor, Madrid, Tipografía de los Huérfanos, 1887.
- Con el pseudónimo de Thomas Wisdom, Estudio histórico militar de Zumalacárregui y Cabrera, Madrid: Pinto Impresor, 1890.

### Otros escritos
- La España y Carlos VII, París, Adrien Le Clere, 1868
- Historia de la Imprenta Nacional comparada con las del Estado en París y Viena (1881), manuscrito inédito.
- Itinerario de Madrid a Viena, manuscrito inédito

### Traducciones
- Augustin Berthe, García Moreno, Presidente de la República del Ecuador. Vengador y mártir del derecho cristiano, París, Victor Retaux et Fils, Libraires-Éditeurs, 1891 y 1892, 2 vols.
- Alejandro Dumas, Agenor de Mauleón, el de la mano de hierro. Madrid, 1847.

## Monumento a Navarro Villoslada en Pamplona

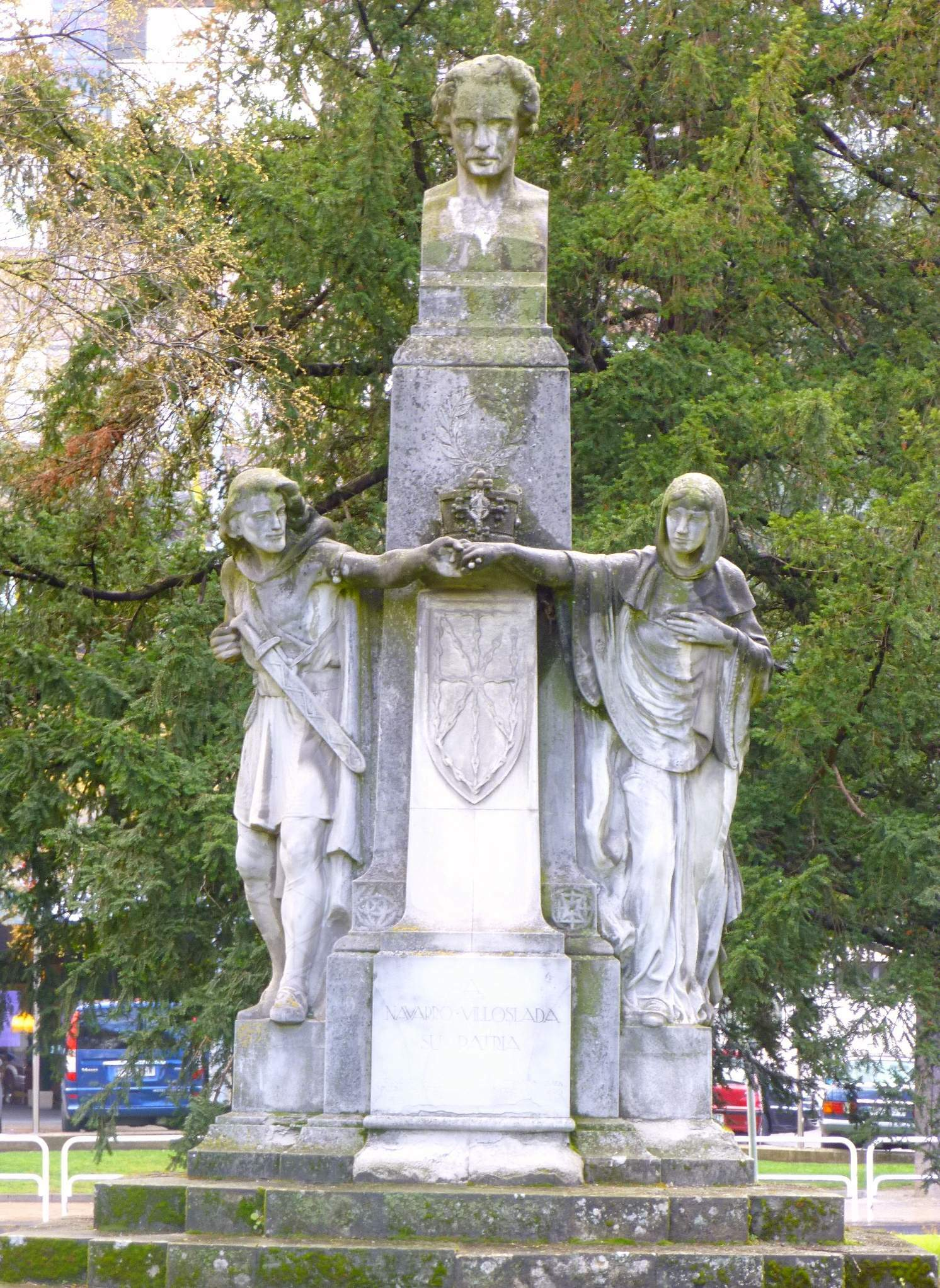
Monumento a Navarro Villoslada en Pamplona